# Timarco
Timarco foi um orador e estadista Ateniense, aliado a Demóstenes. Viveu no século IV AC
Em 345 a.C., Demóstenes e Timarco acusaram Ésquines de ter sido corrompido por Filipe. Através de brilhante oratória, no discurso Contra Timarco, Ésquines contra-argumentou que Timarco não tinha direito a voz devido à sua depravação, por ter sido o eromenos de muitos homens na cidade portuária de Pireu quando jovem. O argumento foi aceito e Timarco perdeu seus direitos cívicos (atimia).
Demóstenes afirma que essa condenação destruiu a carreira política de Timarco. Esse comentário é interpretado por Pseudo-Plutarco na obra As Vidas de Dez Oradores como indicação que Timarco teria se suicidado. Essa interpretação é contestada por alguns historiadores
Em alguns círculos, seu nome passou a adjetivar devassidão, por exemplo, fulano é um Timarco.